# Rode sneeuw
Rode sneeuw is het vijfde stripverhaal uit de reeks van J.ROM - Force of Gold, een spin-off van de stripreeks Suske en Wiske met Jerom in de hoofdrol. Het verhaal werd uitgegeven in september 2016.

## Verhaal
Amanda onderzoekt opnieuw de dromen van Jerom en ze ziet een initiatie, toverij en zijn moeder die hem wilde helpen, maar hem per ongeluk levenslang beschadigde door haar actie. Jerom is woedend dat Amanda opnieuw in zijn hoofd is gaan zoeken. De moeder van Oskar vertelt hem wat ze moet doen en Pi heeft door wat er met haar gebeurt. Amanda krijgt informatie van CY, Jerom is extreem gefocust en wil Pi redden. Mauro vindt Gently in een kooi in de kelder van de boerderij en wil hem bevrijden, maar dan takelt de moeder de kooi met een hijskraan uit de kelder en vertrekt. De goudsmid die door Gently is verhoord, is overleden en Gently wordt verdacht van doodslag. Er wordt een plaatsvervangend commissaris aangesteld en dit blijkt Spike te zijn geworden, ze wil Gently opsporen. Mauro neemt contact op met Spike, maar de verbinding wordt verbroken voor hij de locatie van Gently kan doorgeven. Jerom is bij Mauro gekomen en gaat achter Gently aan, terwijl hij Mauro een antigif geeft voor Pi.
Pi is zelf uit de verdoving ontwaakt en merkt dat Mauro in dienst is gekomen van FORCE. Ze wil haar eigen pak aan en Mauro kleed zich uit. Oskar geeft Pi weer een injectie, maar weet niet dat ze het antigif al heeft ingenomen en daardoor niet in zijn macht is. Ze speelt een spel om de moeder en zoon te kunnen verslaan en verlaat de boerderij. Mauro wordt in de boerderij ontdekt door zijn collega's, ze vragen zich af waarom hij alleen zijn onderbroek aan heeft. Jerom negeert Amanda nog altijd en CY ontdekt dat hij op de locatie is waar een oude kalkgroeve van de ouders van Oskar gelegen is. De moeder van Oskar heeft Gently daar naar toe gebracht om hem om te brengen. Oskar komt met Pi ook bij de groeve, waar Pi de overblijfselen van de vorige meisjes ontdekt. Ze zijn allen zwanger gemaakt en omgebracht. Oskar sluit Pi op in een kamer en valt Jerom aan, waarna een gevecht in de mijn volgt. Jerom herbeleeft zijn jeugdtrauma en vraagt zijn moeder om vergiffenis. CY en Amanda proberen Jerom uit zijn trance te halen, maar dit lukt niet. 
De moeder van Oskar is boos dat hij naar de kalkgroeve is gekomen, dit is verboden gebied voor hem. Als ze hoort dat ook Pi naar deze locatie is gekomen, eist ze dat Oskar haar onmiddellijk van het terrein verwijderd. Oskar vindt dan een vrouw die verbonden is met allerlei slangen en ontdekt dat dit zijn echte moeder is. De vrouw waarvan hij altijd heeft gedacht dat het zijn moeder was, vertelt dat ze negentien jaar geleden door het land zwierf. Ze werd geleid door de planeten en ontdekte haar heilige taak. De moeder van Oskar was een vrouw die geboren was in een ononderbroken bloedlijn van vrouwen. Toen ze een jongen op de wereld zette, pakte ze de jongen af en vermoordde de vader. De echte moeder raakte verlamd, maar via een beeldscherm kan ze nog communiceren. De vrouw wilde dat Oskar een meisje op de wereld zette, maar hij verwekte alleen zonen. Deze jongens werden omgebracht door de vrouw. De echte moeder geeft aan dat Oskar de vrouw moet stoppen, maar dan valt de politie binnen. Oskar vlucht met Pi en Mauro gebruikt de FORCE-bike.
Inmiddels benaderd Amanda Jerom en vertelt dat zijn moeder hem alles heeft vergeven, waarna Jerom ontwaakt. Hij bevrijdt Gently uit de kooi. Er begint een gevecht tussen de vrouw en de politie en er is een enorme ontploffing. Jerom dringt het gebouw binnen, maar kan Pi niet vinden. Hij hoort van CY dat Mauro haar probeert te redden. De vrouw probeert de echte moeder uit de vlammenzee te redden, maar zij sluit de ruimte af via de computer. De vrouw snapt niet waarom de oermoeder haar heeft verlaten, ze heeft alles voor haar gedaan. Jerom komt verderop in de mijn boven de grond. Oskar vraagt Pi of ze van hem houdt en vertelt dat de oude vrouw negentien jaar tegen hem heeft gelogen. Hij heeft door dat ook Pi tegen hem liegt als ze zegt dat ze van hem houdt en laat haar vallen. Mauro kan voorkomen dat ze te pletter valt. 
Pi denkt dat Oskar door had dat hij vlakbij was en wil dat Mauro hem laat gaan. Hij zal geen kwaad meer uitrichten nu de oude vrouw geen invloed op hem kan uitoefenen. Jerom komt bij FORCE en vertelt dat hij kracht kreeg toen hij het nieuws over zijn moeder kreeg; niet om de woorden van troost maar omdat Amanda voor de tweede keer loog. Hij neemt het haar kwalijk dat ze zonder toestemming in zijn hoofd zocht en het antwoord van zijn moeder bedacht. Hij wil een waardige zoon zijn en, zoals zijn moeder wilde, zijn bovenmenselijke kracht gebruiken om mensen te helpen. Daarom besluit hij bij FORCE te blijven.